# La Boisserie
La Boisserie antiga residência pessoal do General de Gaulle em Colombey-les-Deux-Églises em Alto Marne, é um museu aberto à visitação desde 1980, cujo proprietário é seu filho, o almirante Philippe de Gaulle.
De Gaulle gosta de vir descansar naquela que considera ser a sua verdadeira e única casa, especialmente durante a sua “travessia do deserto” política. Ele escreve, por exemplo: “Sinto falta de Colombey. Não consigo me imaginar morando em outro lugar.” Ele se refugia ali para tomar decisões importantes, na calma e na solidão. Mesmo quando eleito Presidente da República Francesa, inicialmente recusou-se a permanecer no Eliseu, contrariando o protocolo. Ele acabou morando no palácio presidencial, mas continuou a passar muito tempo e fins de semana alternados com sua família em Colombey. Em 1969, de Gaulle renunciou e retirou-se para sua casa com sua esposa. Ele morreu lá em 9 de novembro de 1970.
Yvonne de Gaulle viveu em La Boisserie até 1978, quando a deixou definitivamente para Paris, onde ingressou no lar de idosos das Irmãs da Imaculada Conceição. Ela morreu um ano depois no hospital Val-de-Grâce, aos 79 anos, em 8 de novembro de 1979, um dia antes do 9º aniversário da morte do marido.
A casa e o seu parque, incluindo a cerca que dá para a rua, são tombados como monumentos históricos por decreto de 6 de setembro de 2004.
A residência foi rotulada Maisons des Illustres em 2011.